# Mathias Mielżyński

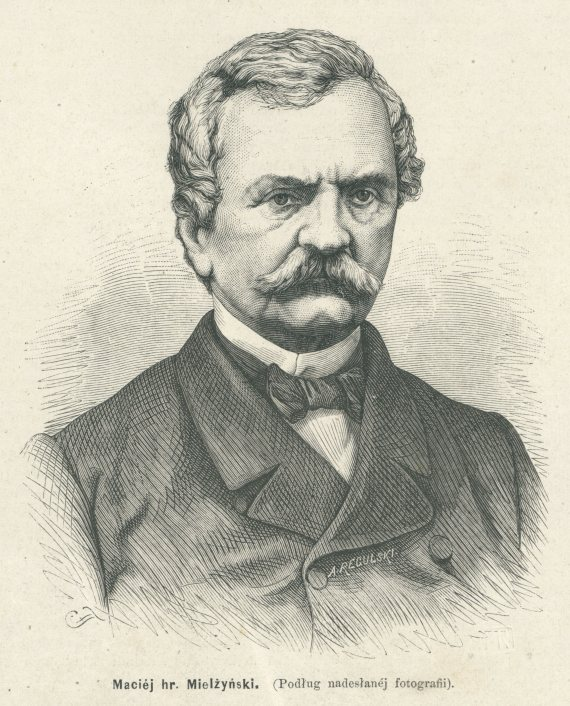
Mathias Mielżyński

Matthias Joseph Franz Graf von Brudzewo-Mielżyński (* 15. September 1799 bei Winna Góra, Kreis Schroda; † 5. März 1870 in Kaźmierz) war ein polnischer Gutsbesitzer und Politiker.

## Leben und Wirken
Mielzynski entstammte der in Großpolen begüterten Magnatenfamilie Mielżyński, die 1798 in den preußischen Grafenstand erhoben wurde. Seine Eltern waren Joseph und Frances Niemojowski. Mielżyński war mit Constanze, geb. Gräfin Mielżyńska (1799–1844), einer entfernten Cousine, verheiratet und hatte sieben Kinder. Ältester Sohn war das spätere Herrenhausmitglied Josef.
Mielżyński erhielt Privatunterricht und besuchte eine Schule in Berlin. In seiner Jugend hatte er sich immer wieder an separatistischen nationalpolnischen Aktionen beteiligt und war deswegen mit der preußischen Justiz in Konflikt gekommen. So beteiligte er sich am polnischen Aufstand 1830 unter dem Kommando von Dezydery Chłapowski. Nach dem Zusammenbruch lebte Mielżyński kurzzeitig im Exil und hatte nach seiner Rückkehr eine neunmonatige Haftstrafe zu verbüßen sowie eine hohe Geldstrafe zu leisten.
Mielżyński hatte in jungen Jahren von seinem Vater zahlreiche Güter im Kreis Bomst, Provinz Posen sowie östlich davon in Kongresspolen geerbt. Er war Gutsbesitzer auf Köbnitz, Dombrowo, Goscieczyn, Blocko, Woyciechowo, alle Kreis Bomst, Kotowo, Wozniki, Kreis Buk sowie auf Pczyzinia, Kazmierz in Kongresspolen. Nach der Übernahme widmete er sich der Verbesserung des Anbaus auf seinen Gütern nach dem Vorbild Chłapowskis.
Daneben blieb Mielżyński politisch aktiv und engagierte sich für die Interessen der polnischen Minderheit in Preußen, den Erhalt der polnischen Sprache und Kultur und stand damit in Opposition zur preußischen Administration in der Provinzverwaltung und der Zentralregierung.
1848 gehörte er dem Nationalen Komitee an, das mit dem preußischen König Friedrich Wilhelm IV. über die Reorganisation des Großherzogtums Posen verhandelte. Seit 1849 war er Mitglied des Landtags und war dort Mitbegründer und von 1856 bis 1858 Vorsitzender der polnischen Fraktion. Seit 1855 war er Mitglied des Preußischen Herrenhauses auf Präsentation des Grafenverbandes der Provinz Posen.

### Familie
1862 teilte er seinen in Preußen gelegenen Besitz unter seinen Söhnen auf und siedelte auf seine Güter im Königreich Polen über. Bereits 1861 hatte er seinen Herrenhaussitz niedergelegt. Nach dem gescheiterten Januaraufstand schrieb er Memoiren, u. a. über den Novemberaufstand von 1831, die aber erst nach seinem Tode veröffentlicht wurden.
Sein Enkel Mathias von Brudzewo-Mielzynski (1869–1944) war polnischer Führer im Dritten Polnischen Aufstand in Oberschlesien (1921).

## Werke
- Epizod z wojny 1831 roku opowiedziany wg broszury Macieja Mielżyńskiego, Posen 1897.
- Wyprawa na Litwę opowiedziana według zapisków Macieja Mielżyńskiego, Krakau 1908.